# Onvo
Onvo (chinesisch 樂道 / 乐道, Pinyin Lèdào) ist eine chinesische Marke von Elektroautos mit Sitz in Shanghai, die es seit 2024 gibt. Sie gehört zum chinesischen Konzern Nio Inc.

## Geschichte
Im Frühjahr 2023 kündigte der chinesische Elektroautohersteller Nio Pläne an, sein Angebot um zwei weitere Marken zu erweitern, um erschwinglichere Produkte anzubieten, die unter anderem besser auf die Bedürfnisse des europäischen Marktes zugeschnitten seien. Eine davon sollte eine Marke mit dem Arbeitsnamen Alps sein, die im Februar 2024 als solche bezeichnet wurde, als Fotos eines getarnten Prototyps des ersten Modells der neuen Niederlassung veröffentlicht wurden. Im März 2024 führte Nio den tatsächlichen Namen der neuen Marke in die Prototyp-Tarnung ein und bezeichnete sie als Onvo. Die Vorstellung fand Mitte Mai 2024 statt, als die Onvo-Website und die mobile Anwendung für zukünftige Benutzer gestartet und der Zweigstellenpräsident vorgestellt wurde. Außerdem wurde mit dem SUV L60 das erste Produkt vorgestellt. Im September 2024 wurden 105 Onvo-Händler in 55 chinesischen Städten eröffnet.

## Produkte

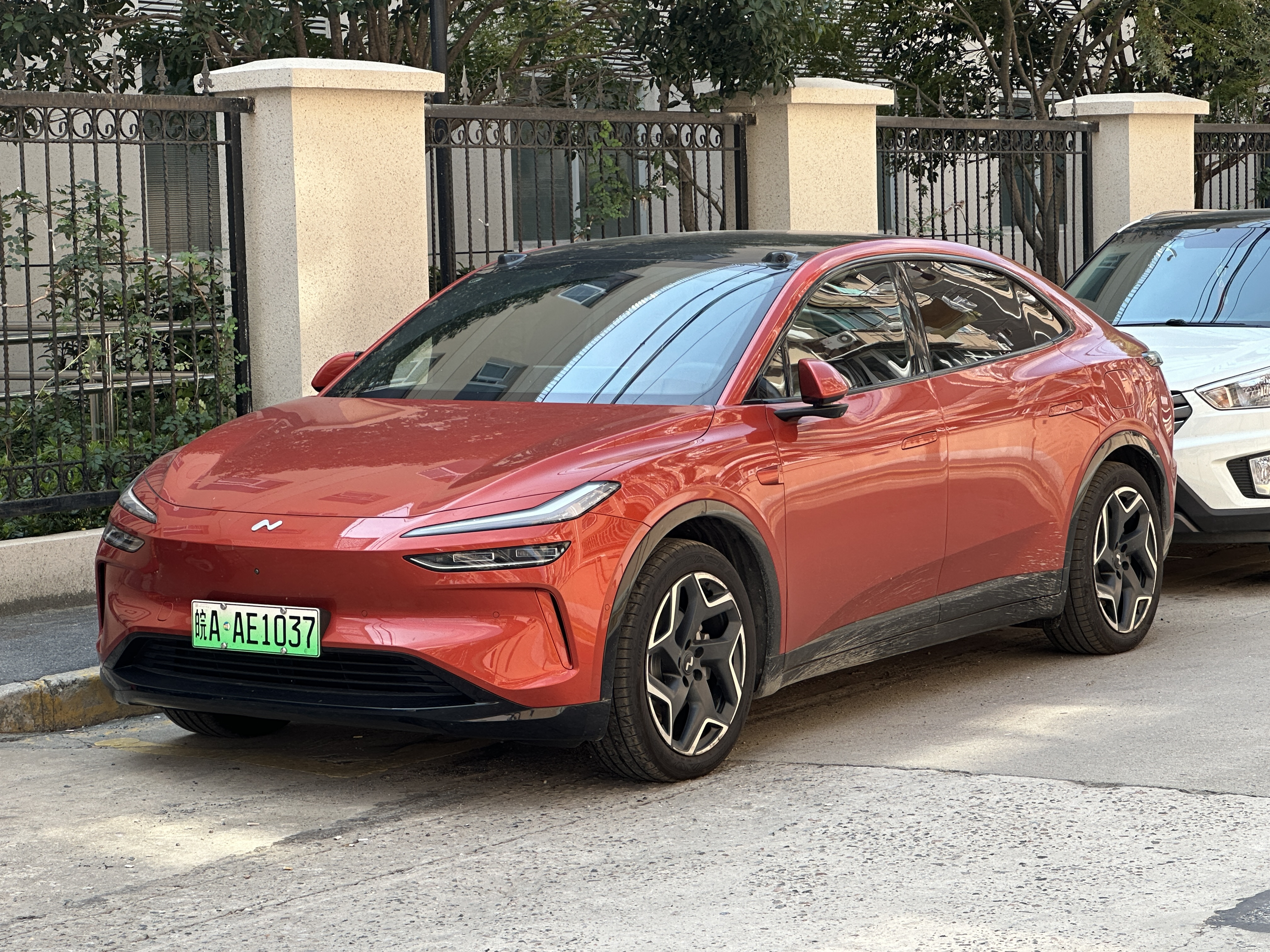
Onvo L60

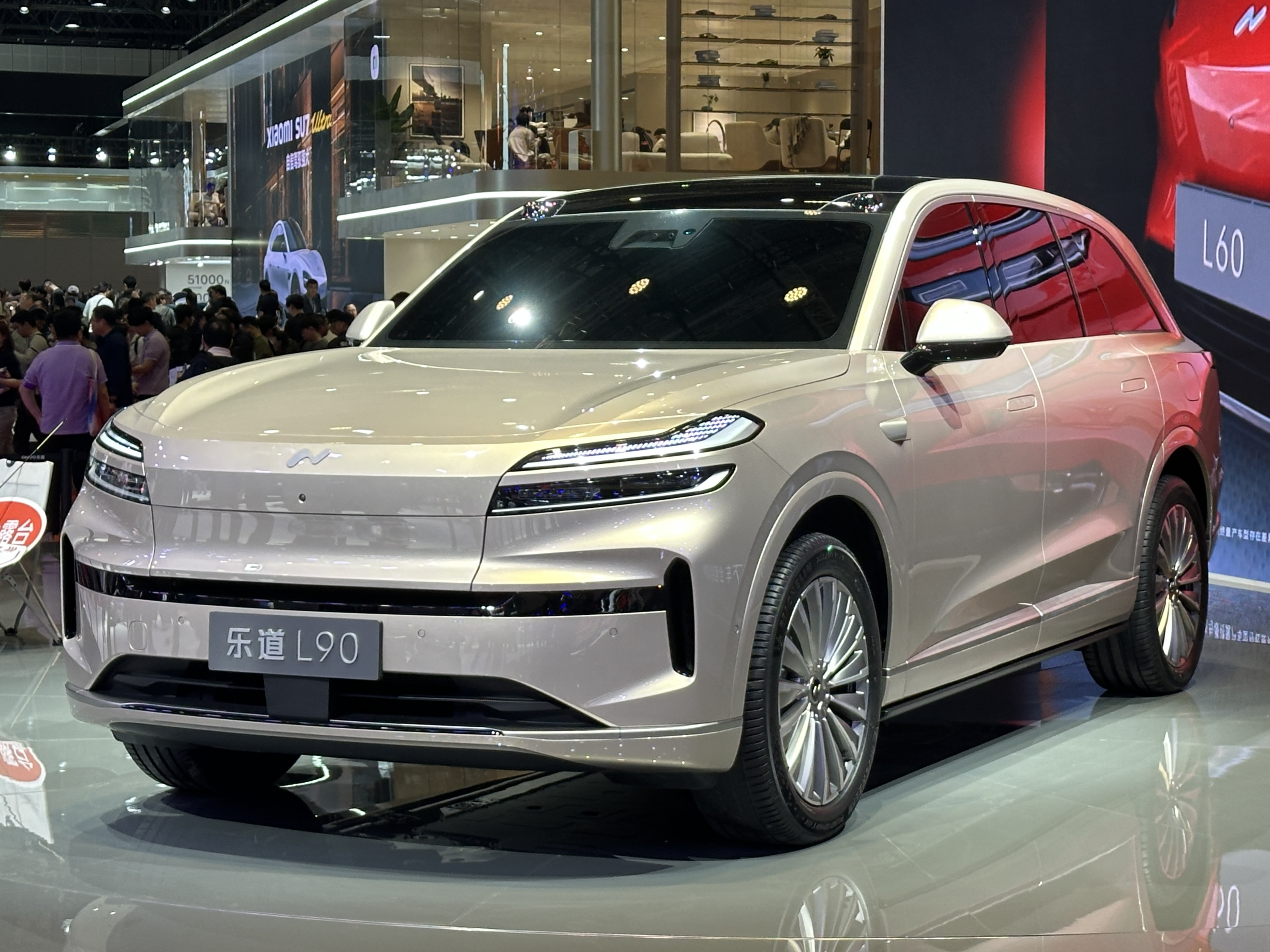
Onvo L90

- L60 (seit 2024), SUV
- L90 (seit 2025), SUV